# 愛沙尼亞廣播電台
愛沙尼亞廣播電台是爱沙尼亚歷史上的一個國家廣播電台。愛沙尼亞廣播電台成立於1926年，於2007年關閉。總部位於愛沙尼亞塔林。

## 外部連結
维基共享资源上的相關多媒體資源：愛沙尼亞廣播電台